# هارولد روبرت باكلي
هارولد روبرت باكلي (بالإنجليزية: Harold Buckley)‏ هو طيار بطل أمريكي، ولد في 4 أبريل 1896 في ويستفيلد في الولايات المتحدة، وتوفي في 13 يونيو 1958 في ريغبي في الولايات المتحدة.